# ジーン・E・サメット
ジーン・E・サメット（Jean E. Sammet、1928年3月23日 - 2017年5月20日）は、アメリカ合衆国の計算機科学者である。プログラミング言語COBOLの開発者の1人であり、1962年にプログラミング言語FORMACを開発した。
1948年にマウント・ホリヨーク大学で数学の学士号(B.A.)を、1949年にイリノイ大学アーバナ・シャンペーン校で数学の修士号(M.A.)を取得した。1978年にマウント・ホリヨーク大学から名誉博士号(D.Sc.)を授与された。

## 概要
サメットは1955年から1958年にかけてスペリー・ジャイロスコープに雇用され、同社の初の科学プログラミンググループを指揮した。1958年から1961年まで、シルバニア・エレクトリック・プロダクツでプログラミング研究のスタッフコンサルタントとして、またオリジナルのCOBOLグループのメンバーとして働いていた。1961年にIBMに入社した。IBMでは、数式の記号処理に初めて広く使用されたコンピュータ言語であるFORMACを開発した。また、プログラミング言語としての限定された英語の使用と、数学プログラムでの自然言語の使用について調査した。1968年から1974年まで連邦システム部門のプログラミング技術計画マネージャーを務め、1979年にソフトウェア技術マネージャーに任命された。
1965年にACMに記号代数操作に関する分科会(SICSAM)を設立し、プログラミング言語分科会(SIGPLAN)の議長を務めた。1974年に女性としては初めてACMの会長に就任し、1976年まで務めた。

## 幼年期と教育
ジーン・E・サメットは1928年3月23日にニューヨークで弁護士の両親の下に生まれた。ジーンと妹のヘレンはマンハッタンの公立小学校に通学した。サメットは数学に強い関心を持っていたが、ブロンクス科学高校は女子の入学を認めていなかった。そのため、サメットはジュリア・リッチマン高校に入学した。
サメットは、数学の教育に強みのあるマウント・ホリヨーク大学に入学した。サメットは数学を専攻し、教育コースを受講したため、ニューヨークで高校の数学を教える資格を得ることができた。政治学を副専攻とした。大学を卒業後、イリノイ大学アーバナ・シャンペーン校の大学院に進学し、1949年に修士号を取得した。博士課程に在籍中の1948年から1951年まで、イリノイ大学の数学科でティーチングアシスタントを務めた。1949年、サメットはイリノイ大学で初めてコンピュータと出会ったが、彼女はそれがとてもひどいハードウェアだと思い、それで何かをしようとは考えなかったと後に語っている。
1951年、サメットは教師になるために就職活動を始めた。ニューヨーク市は新しい教師の募集をしていなかったため、ニュージャージー州で職を探すことを余儀なくされた。ニュージャージー州当局は、サメットがニュージャージー州で教員になるための必須課程を2つ（教育学とニュージャージー州の歴史）欠いていると判断した。彼女は、高校で数学を教えるのにニュージャージー州の歴史の知識は関係ないとしてこの決定に抗議したが、結局教員以外の職を探すしかなかった。

## キャリア
1951年、サメットはメトロポリタン生命保険会社に就職し、保険数理士の研修生となった。彼女は、パンチカード会計機の使い方を学ぶための社内トレーニングプログラムに参加した。サメットは電子会計機を使用したが、トレーニングが完了した後は、会計機を操作する機会がなかった。彼女は会社を退職し、博士号(Ph.D.)の取得のためにコロンビア大学に入学した。サメットは、1952年から1953年にかけてバーナード・カレッジでティーチングアシスタントとして働いたが、教職は自分には向いていないと判断した。
1953年から1958年まで、ニューヨークのスペリー・ジャイロスコープに数学者として勤務した。彼女は顧客の数学的解析問題に時間を費やし、アナログコンピュータを実行した。サメットは、海軍省の潜水艦プログラムに従事していた。1955年1月上旬、サメットはプログラマとしての生活を始めた。当時のスペリー・ジャイロスコープは、自社で開発したデジタルコンピュータ・SPEEDACに取り組んでおり、サメットにプログラマになるよう依頼した。彼女の最初の仕事は、SPEEDACの基本的なローダを書くことだった。これは20行のプログラムで、手動でコンピュータが読める形式のバイナリに変換するのに3日かかった。
スペリーがより多くのプログラマを採用し始めると、サメットは「オープンショップ」と呼ばれるグループのリーダーになった。 「オープンショップ」は、エンジニアのコンサルタントとしてのプログラマと、ルーチンの作成とテストを支援する科学者によって構成されていた。このグループは、科学と工学のための計算に焦点を合わせて、様々なシステムソフトウェアを作成した。1955年、スペリーはレミントンランドを買収・合併してスペリーランドとなった。この合併によりサメットは、レミントンランドの製品だったUNIVAC Iや、同社の社員だったグレース・ホッパーにアクセスできるようになった。
1956年の秋、サメットはロングアイランドのアデルファイ大学の応用数学科で、博士前期課程のコンピュータプログラミングのコースを1つ担当した。当時のアデルフィ大学にはコンピュータがなく、プログラミングに関する教科書もほとんどなかったが、サメットは2年間で2つのコースを指導することができた。
サメットは、スペリーを退社して、コンピュータを中心とした会社で働くことを決めた。当時の求人は性別により分かれており、サメットは興味のある分野で女性向けの職を見つけることができなかった。そのため、男性向けの求人を探して、マサチューセッツ州ニーダムのシルバニア・エレクトリック・プロダクツでエンジニアの職を見つけた。サメットは、シルバニア社のソフトウェア開発の責任者であるCarl Hammerによって、MOBIDICプロジェクトのソフトウェア開発を監督するために雇われた。1959年、サメットと他の5人のプログラマは、プログラミング言語COBOLの設計の大部分を、2週間で書かれた提案により確立し、それは最終的にシルバニア社の米国政府の顧客により受け入れられた。

## ACMとの関係
1965年か1966年頃、サメットはFORMACの開発作業中に、言語やソフトウェアを使用している他のユーザと知的情報を交換する必要があることに気付いた。彼女は長年ACMのメンバーだったが、それまでは特に活動をしていなかった。彼女はその分野の他の専門家と交流のできる分科会をACMに設立することを思い立った。ACMの分科会に関する担当者へのコンタクトに数回失敗した後、1964年から1966年までACMの会長だったジョージ・フォーサイスとコンタクトが取れた。フォーサイスはサメットを記号代数操作に関する分科会(SICSAM)の議長に任命した。
SICSAMに興味を持ってもらうために、サメットは出版物によって特定した人々に手紙を書き、当時の現場で何が起こっているかを伝えた。彼女は、ベル研究所、カーネギーメロン大学、およびIBMの様々な部門・グループに属する人々を特定した。サメットは、ACMの数値解析に関する分科会からの抵抗に遭った。SICSAMが結成されてから約5年後、SIGNUMと呼ばれる数学ソフトウェアに関する会議があった。このグループがこの種の活動の非数値分析に興味を持っていなかったため、サメットはSIGNUMで論文を発表しようとしたと後に述べている。SICSAMに関心のある人々の支援を受けて、サメットは1966年3月に記号代数操作に関するシンポジウム(SYMSAM)を開催した。
1966年6月、アンソニー・オッティンガーがACMの会長に選出され、サメットが北東部地域代表に選ばれた。彼女はACM評議会のメンバーとなり、1967年・1968年・1972年のACM講演会で講演した。1968年にバーナード・ギャラーがACMの会長に選出され、1968年8月にサメットはSIGとSICに関するACM委員会の委員長になった。
1971年に彼女はSIGPLANの議長に選出された。任期は2年だったが、1972年にACM副会長に選出されたため、議長を務めたのは1年間だった。SIGPLANの議長として、SIGPLANと様々な分科会との間で会議を開催した。サメットは、これらの会議は、基本的なプログラミング言語がコンピューティングの様々な側面にどのように関与しているかを認識して開催されたと述べている。
サメットは1972年6月から1974年6月までACMの副会長を務めた。当時ACMの会長であったトニー・ラルストンと協力して、ACMの財政を優先した。彼女が副会長に就任した当時、ACMの財政はほぼ破綻していた。サメットは、年次会議の前にメンバーオフィスフォーラムを開催するようラルストンを説得した。サメットは、ACMには会員とコミュニケーションをとる現実的な方法がないという認識から、これを奨励した。

## 著書
- (1969). Programming Languages: History and Fundamentals. Prentice-Hall. ISBN 978-0-13-729988-1
- (July 1972). “Programming Languages: History and Future”. Communications of the ACM 15 (7): 601–610. doi:10.1145/361454.361485.
- Detailed Description of COBOL, 1960

## 賞
- 1975年: inducted as an Honorary Member of UPE (the International Honor Society for the Computing and Information Sciences) on October 8, 1975.
- 1989年: エイダ・ラブレス賞 (Association for Women in Computing)[11]
- 1994年: ACMフェロー
- 1997年: SIGPLAN（英語版） Distinguished Service Award（J・A・N・リーとジーン・E・サメット）
- 2001年: コンピュータ歴史博物館フェロー 「プログラミング言語とその歴史の分野への彼女の貢献に対して」[12]
- 2009年: コンピュータパイオニア賞(IEEE Computer Society)[13]
- 2013年: NCWITパイオニア賞[14]